# Marilyn Miller
Marilyn Miller, eg. Mary Ellen Reynolds, född 1 september 1898 i Evansville, Indiana, USA, död 7 april 1936 i New York, var en amerikansk skådespelerska och dansös.
Miller debuterade i Ziegfeld Follies Broadwaymusikal Sally 1920 och gjorde publiksuccé med sången ”Look for the Silver Lining”. Hon medverkade sedan i en rad musikaler på Broadway. Hennes karriär på vita duken var inte lika framgångsrik; hon gjorde endast tre filmer.
Mellan 1922 och 1927 var Miller gift med Jack Pickford, yngre bror till Mary Pickford.
Marilyn Miller avled i april 1936 av komplikationer efter en bihåleoperation.

## Filmografi (urval)
- 1929 – Sally
- 1930 – Sunny
- 1931 – Her Majesty, Love